# Kees Oversier
C. (Kees) Oversier (17 november 1946) is een Nederlands politicus van het CDA.
Hij had een financiële achtergrond en werd in januari 1984 burgemeester van Dirksland. In september 1990 volgde zijn benoeming tot burgemeester van Binnenmaas als opvolger van Marten van Marwijk Kooy; eveneens een uit de CHU-tak afkomstige CDA'er. Oversier bleef daar burgemeester tot hij in februari 2005 vervroegd met pensioen ging.